# Spielwarenindustrie

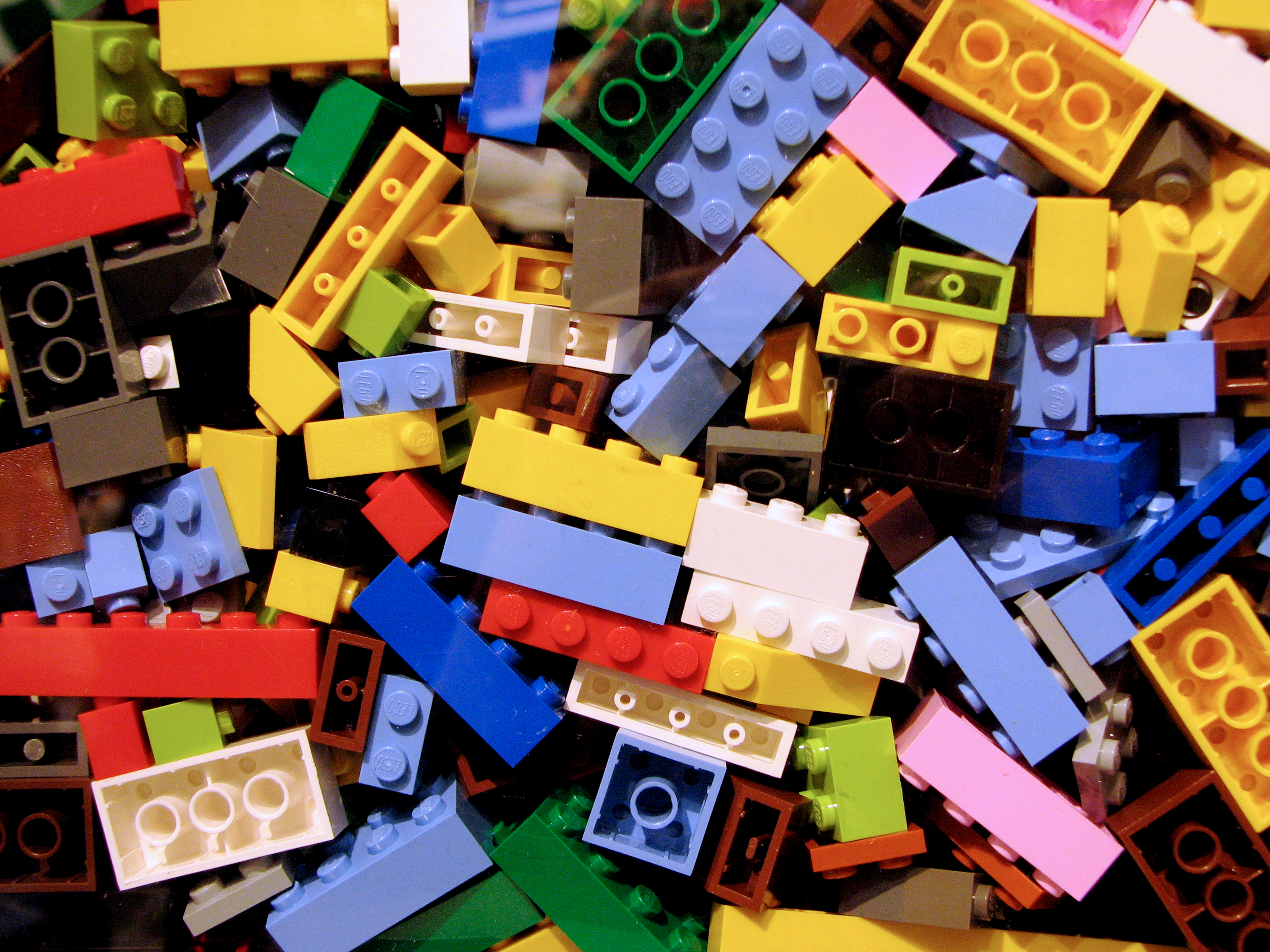
Das dänische Unternehmen Lego verkauft Bausteine aus Plastik.

Die Spielwarenindustrie ist ein Wirtschaftszweig, der sich mit der Erfindung, Produktion und Vertrieb von Spielwaren beschäftigt. Im Jahr 2024 setzte die Spielwarenindustrie weltweit rund 112 Mrd. US-Dollar um.

## Geschichte
Noch im 17. Jahrhundert wurden Spielzeuge vornehmlich selbst hergestellt. Durch den Aufschwung des europäischen Bürgertums entstanden ab Mitte des 18. Jahrhunderts viele Unternehmen, die sich mit der Herstellung von Spielen beschäftigten. Anfangs waren dies vorwiegend Puppen und Holzspielzeuge, beispielsweise im erzgebirgischen Seiffen. Kartenspiele kamen dann Anfang des 19. Jahrhunderts in Mode. In dieser Anfangsphase der Industrialisierung lag der Schwerpunkt noch in der reinen Herstellung der Spiele. Die Ideen waren entweder überliefert oder wurden schlichtweg kopiert. Um sich gegen die wachsende Konkurrenz durchzusetzen, begann man gegen Ende des 19. Jahrhunderts damit, Spielideen schützen zu lassen. Dies bewirkte insbesondere im 20. Jahrhundert, dass sich große Hersteller herausbildeten. Die Stadt Sonneberg in Thüringen wurde als „Weltspielwarenstadt“ bekannt – woran heute z. B. das Deutsche Spielzeugmuseum erinnert.

## Aktuelle Herausforderungen
Derzeit befindet sich die Spielebranche in einem Umbruch. Traditionelle Hersteller von Spielen geraten durch die Marktsättigung, die geringen Geburtenraten in den Industrieländern und die wachsende Konkurrenz durch Computerspiele unter immer höheren Druck. Zwar betragen die Herstellungskosten im Branchendurchschnitt nur noch rund 20 Prozent des Umsatzes, jedoch steigen auch die Kosten für Werbung und Vertrieb. Zudem gibt es auch hier mittlerweile eine Billigkonkurrenz. So sind beispielsweise die Patente von Lego auf seine Bausteine längst ausgelaufen, so dass nun auch andere Firmen mit kompatiblen Steinen auf den Markt drängen. Einer der Auswege ist, dass immer neue Zielgruppen erschlossen werden. So gibt es mittlerweile etliche Gesellschaftsspiele die ausschließlich für Erwachsene produziert werden.

## Wirtschaftliche Bedeutung

### Weltweit
Nach Angaben der Toy Association hat sich der Umsatz der Spielwarenindustrie weltweit zuletzt leicht positiv entwickelt. Im Jahr 2024 setzte die Industrie demnach rund 112 Mrd. US-Dollar um, 2007 waren es noch rund 90 Mrd. US-Dollar. Als bedeutende Hersteller von Spielwaren zählen das dänische Lego, sowie die US-amerikanischen Marken Hasbro und Mattel.
| 2017  | 2018  | 2019 | 2020  | 2021   | 2022   | 2023   | 2024   |
| ----- | ----- | ---- | ----- | ------ | ------ | ------ | ------ |
| $90,3 | $92,7 | $92  | $97,3 | $105,8 | $107,4 | $109,0 | $111,8 |

### Deutschland
In Deutschland haben Unternehmen der Spielwarenindustrie im Jahr 2021 einen Umsatz von rund 3,7 Mrd. Euro ausgewiesen. Rund 10.700 Menschen sind in dem Wirtschaftszweig beschäftigt.

## Teilgebiete
Der Spielemarkt teilt sich dabei in folgende Teilgebiete auf:
- Brettspiele (z. B. Schach, Mühle, Dame, Mensch ärgere Dich nicht, Halma)
- Gesellschaftsspiele
- Kartenspiele (z. B. Poker, Skat, Rommé) inklusive Sammelkartenspiele
- Puppen/Kuscheltiere
- Puzzles
- Denk- und Knobelspiele (z. B. Zauberwürfel)
- Rollenspiele
- Konstruktionsspielzeug (z. B. Lego)
- Tabletop-Spiele

## Hersteller
Zu den bekannten Herstellern zählen:
- Abacusspiele
- amigo (6 nimmt!, Bohnanza)
- Asmodée Editions
- HABA (Kinderspiele)
- Hans im Glück Verlag (Carcassonne)
- Hasbro (Besitzer von u. a. Parker, MB)
- HUCH!
- Kosmos Spiele-Galerie (Siedler von Catan)
- Lego
- LucasArts
- Mattel (Barbie)
- MB
- Pegasus Spiele
- Parker Brothers (Monopoly, Trivial Pursuit, Risiko, Scrabble)
- Playmobil
- Queen Games
- Ravensburger AG (Hase und Igel, Heimlich & Co., Das verrückte Labyrinth, Puzzles)
- Schmidt Spiele (Mensch ärgere Dich nicht, Kniffel)